# Данлап (Теннессі)
Данлап (англ. Dunlap) — місто (англ. city) в США, в окрузі Секвачі штату Теннессі. Населення — 5357 осіб (2020).

## Географія
Данлап розташований за координатами 35°22′3″ пн. ш. 85°23′23″ зх. д. / 35.36750° пн. ш. 85.38972° зх. д. (35.367630, -85.389663).  За даними Бюро перепису населення США в 2010 році місто мало площу 27,83 км², уся площа — суходіл.

## Демографія
Згідно з переписом 2010 року, у місті мешкало 4815 осіб у 1850 домогосподарствах у складі 1250 родин. Густота населення становила 173 особи/км².  Було 2122 помешкання (76/км²).
Расовий склад населення:
| - 92,9 % — білих - 0,4 % — корінних американців - 0,3 % — чорних або афроамериканців - 0,2 % — азіатів - 4,3 % — осіб інших рас |

До двох чи більше рас належало 1,8 %. Частка іспаномовних становила 6,3 % від усіх жителів.
За віковим діапазоном населення розподілялося таким чином: 24,4 % — особи молодші 18 років, 58,5 % — особи у віці 18—64 років, 17,1 % — особи у віці 65 років та старші. Медіана віку мешканця становила 37,8 року. На 100 осіб жіночої статі у місті припадало 95,3 чоловіків;  на 100 жінок у віці від 18 років та старших — 93,6 чоловіків також старших 18 років.
Середній дохід на одне домашнє господарство  становив 49 762 долари США (медіана — 35 119), а середній дохід на одну сім'ю — 59 147 доларів (медіана — 45 690). Медіана доходів становила 52 065 доларів для чоловіків та 33 421 долар для жінок. За межею бідності перебувало 16,0 % осіб, у тому числі 15,7 % дітей у віці до 18 років та 2,3 % осіб у віці 65 років та старших.
Цивільне працевлаштоване населення становило 1839 осіб. Основні галузі зайнятості: виробництво — 16,1 %, освіта, охорона здоров'я та соціальна допомога — 13,3 %, науковці, спеціалісти, менеджери — 11,7 %, фінанси, страхування та нерухомість — 11,1 %.